# Fédération européenne des associations confessionnelles d’étudiants
 (juillet 2020).
Si vous disposez d'ouvrages ou d'articles de référence ou si vous connaissez des sites web de qualité traitant du thème abordé ici, merci de compléter l'article en donnant les références utiles à sa vérifiabilité et en les liant à la section « Notes et références ».
L'Association européenne du cartel des associations chrétiennes d'étudiants (EKV) est une association de diverses organisations faîtières d'associations chrétiennes d'étudiants en Europe. 120 000 universitaires, élèves et étudiants sont organisés au sein de l'EKV. 

## Histoire
En 1970, la fondation a été lancée par les présidents de l'Association (allemande) du cartel technique (TCV) et de l'Association (autrichienne) du collège des collèges (MKV). L'EKV a été officiellement fondée le 15 novembre 1975 au Château de Kleßheim à Salzbourg par le TCV, le MKV, l'Association Cartell des associations étudiantes catholiques autrichiennes ( ÖCV ), l'Association Cartell des associations étudiantes catholiques allemandes (CV), le Ring of Catholic Academic Fraternities (RKAB), la South Tyrolean High School Association (StMV) et le Cercle des Fraternités Catholiques Allemandes (RKDB). Le premier président était Hans Walther Kaluza (MKV, ÖCV). L'EKV a le statut consultatif (en tant qu'ONG ) auprès du Conseil de l'Europe depuis 1985. Le travail de l'EKV est axé sur le plaidoyer pour les domaines de l'éducation, de la formation et de l'information. À ce jour, des conférences sur la politique de l'éducation et six journées européennes des étudiants ont été organisées. En 2003, l'association est devenue une association déclarée sous le nom officiel dEKV e. V. En 2011, le siège du club a déménagé d'Aix-la-Chapelle à Vienne .
Les membres sont actuellement 15 associations et la Curie des associations libres de l'EKV, ce qui signifie qu'au total environ 120 000 universitaires, étudiants et écoliers sont regroupés dans environ 675 connexions au sein de lEKV. La Curie regroupe 19 connexions qui n'appartiennent à aucune organisation faîtière de lEKV. L'EKV rassemble des organisations faîtières interconfessionnelles catholiques, protestantes et chrétiennes et des relations entre étudiants et élèves. Ils viennent d'Allemagne, d'Autriche, de Suisse, de Belgique, de France, d'Italie, de Lituanie, de Pologne, de Hongrie, de République tchèque, de Slovaquie, de Slovénie, d'Ukraine et de Roumanie. Dans les associations membres de l'EKV, il existe des groupements féminins et masculins purs, ainsi que des groupements mixtes.

### Confédérations

#### Etudiants
- Association académique des équipes catholiques autrichiennes (KÖL) (Autriche) - uniquement des catholiques masculins
- Cartell Association of Catholic German Student Associations (CV) (Allemagne +) - seulement des catholiques masculins
- Association Cartell des associations étudiantes catholiques autrichiennes (ÖCV) (Autriche +) - uniquement des catholiques masculins
- Unitas - Association of Scientific Catholic Student Associations (UV) (Allemagne +) - toutes confessions chrétiennes, femmes et hommes.
- Cartel Association of Catholic German Student Associations (KV) (Allemagne +) - toutes les confessions chrétiennes, uniquement des hommes.
- Association autrichienne du cartel des associations universitaires catholiques sans couleur (ÖKV) (Autriche) - toutes les confessions chrétiennes, uniquement des hommes.
- Association suisse des étudiants (StV ou SchwStV) (Suisse +) - toutes les confessions chrétiennes, femmes et hommes.
- Anneau des fraternités universitaires catholiques (RKAB) (Autriche) - toutes les confessions chrétiennes.
- Anneau des fraternités catholiques allemandes (RKDB) (Allemagne) - toutes les confessions chrétiennes, uniquement des hommes.
- Association technique Cartell (TCV) (Allemagne) - toutes les confessions chrétiennes, femmes et hommes.
- Association des associations chrétiennes d'étudiants d'Autriche (VCS) (Autriche) - toutes les confessions chrétiennes, uniquement des femmes.
- Katholieke Vlaamse Studentenraad (KVSR) (Belgique) - toutes les confessions chrétiennes, femmes et hommes.

L'association étudiante hongroise, le Keresztény Diákegyesülletek Kartellszövetsége (KEDEX), était également membre de l'EKV jusqu'à sa suspension. Après des conflits internes, le KVHV flamand Février 2015 a été dissous et n'existe donc plus. Une association successeur ( KVSR ) est en train de voir le jour. De nombreux partisans de cette association successeur étaient des fonctionnaires de l'EKV. Le KVSR est le 7 Octobre 2017 a rejoint l'EKV à Vilnius. 

#### Etudiant
- Mittelschüler-Kartell-Verband (MKV) (Autriche) - uniquement des catholiques masculins.
- Association des filles (VfM) (Autriche) - étudiantes de toutes les confessions chrétiennes.
- Association suisse des étudiants (StV ou SchwStV) (Suisse +) - toutes les confessions chrétiennes, étudiants masculins et féminins.

### Curie des associations libres

#### Etudiants
- AV Austria-Sagitta Vienna (AS) (Autriche) - toutes les confessions chrétiennes, uniquement des hommes.
- AKZ Amos Maribor (Slovénie) - uniquement catholiques, femmes et hommes.
- KStV Pragensis Prague (Pr) (République tchèque) - uniquement catholiques, femmes et hommes.
- SKAS Istropolitan Bratislava (Ist) (Slovaquie) - seulement des catholiques, seulement des hommes.
- GUKS Obnowa (Ukraine) - uniquement catholiques, femmes et hommes
  - avec:
  - deux sections à Czernowitz, (la deuxième section est au séminaire, donc uniquement masculine)
  - une section à Lviv
  - une section à Kiev
  - une section à Ivano-Frankivsk
  - une section à Ternopil (Ukraine)
- E.St.V. Robert Schuman Argentorata Strasbourg (RSA) (France) - toutes confessions chrétiennes, femmes et hommes.
- CAV Wingolf zu Wien (WzWi) (Autriche +) - toutes confessions chrétiennes, uniquement des hommes.
- K.O. HV Universitas Vienna (U) (Autriche) - toutes confessions chrétiennes, femmes et hommes.
- KAV Merkenstein Vienna (Merk) (Autriche) - uniquement catholiques, femmes et hommes.
- Corporation Tautito Kaunas (TTT) (Lituanie) - uniquement catholiques, femmes et des hommes.
- K.O. St.V. Golania zu Arné (Gol) (Autriche / Syrie) - seulement des catholiques masculins.
- AV Claudiana zu Innsbruck (Cld) (Autriche) - toutes confessions chrétiennes, femmes et hommes.
- KAV Norica Nova zu Wien (NcN) (Autriche) - uniquement catholiques féminin.

#### Etudiant
- EMV Tauriscia zu Oberschützen (TAO) (Autriche) - seulement protestants, masculins.
- CRSt.V. Audacia Napocensis zu Cluj-Napoca (ANK) (Roumanie) - toutes confessions chrétiennes, femmes et hommes.
- Ch.Ö. Stb. Liechtenstein Wiener Neustadt (LIE) (Autriche) - toutes confessions chrétiennes, uniquement des hommes.
- C.O. ML Corps Maximilian II. Vienne (MxL) (Autriche) - toutes confessions chrétiennes, uniquement des hommes.
- CRSt.V. Aquila Varadinensis Oradea (AVG) (Roumanie) - toutes confessions chrétiennes, femmes et hommes.
- C.O. SV Tullina Tulln (TUT) (Autriche) - toutes confessions chrétiennes, femmes et hommes.

## Tâches
Les statuts de l'EKV incluent les tâches suivantes pour le groupe de travail: 
- représentation au sein et vers les institutions européennes,
- créer, promouvoir et coordonner des initiatives, notamment dans le domaine de l'éducation et de la politique sociale dans l'espace européen,
- le transfert d'informations entre les institutions européennes et les associations membres,
- l'observation des évolutions intellectuelles et sociopolitiques en Europe,
- promouvoir la coopération entre les associations membres,
- participation active à la refonte de l'Europe.

L'EKV est chargé de plusieurs projets caritatifs, dont « Language Connects » en Ukraine. Dans ce projet, les enfants issus de familles socialement défavorisées sont encouragés et soutenus toute l'année. Le camp d'été, particulièrement important pour le projet, a toujours lieu à Ternopil en août. 

## Critiques

### Dépasser les compétences prévues pour l'EKV
Sur le plan organisationnel, l'objectif est uniquement de coordonner l'EKV entre les associations membres, alors que le contact direct entre les associations membres de différentes associations membres n'est pas prévu. De plus, l'activité est limitée au thème de l'éducation. Les activités dans le domaine des soins religieux et de l'amitié ne font pas partie du domaine de responsabilité de l'EKV. Les éléments corporatifs ne sont pas non plus fournis. Il n'y a pas de règlement pour les Duzen (les "frères fraternels"), les membres de différentes associations de différentes organisations faîtières ne sont pas tenus de s'adresser à eux avec un frère ou une sœur fraternelle; le port de ses propres bandes fonctionnelles EKV, la facturation de fonctionnaires EKV et la présence mutuelle, les droits de visite ou d'adhésion de membres individuels des organisations faîtières ne sont ni prévus ni réglementés, pas plus que la gestion des armoiries EKV. Même si cela est pratiqué au sein de l'EKV depuis plusieurs années, il se heurte au rejet et à la critique des associations les plus conservatrices, car il contredit le commentaire qui y est maintenu. 

### Discussion sur l'inclusion des femmes dans les associations membres
Le conseil ne doit pas non plus violer l'autonomie des associations membres prévue par les statuts. Les associations membres répondent parfois aux violations alléguées de cette autonomie avec une sensibilité excessive. Cela est arrivé, par exemple, dans le cadre d'un abonné appelant personnellement la EKV-Altvizepräsidenten et EKV-Euro parathyroïdienne délégués âge Bernhard Matt de l'association suisse (la SchwStV) dans le magazine de l' association Academia allemande Cartellverbandes. Dans l'esprit de la Swiss Student Association, qui libère ses associations membres depuis 1968, Bernhard Altermatt a proposé des réformes à cet égard dans les associations membres autrichiennes et allemandes de l'EKV. La raison de ses commentaires était le souhait répété que l'EKV recherche de plus en plus de financement à Bruxelles, mais compte tenu du principe de la soi-disant intégration de la dimension de genre, qui est un critère clé pour toutes les entrées de projets par les institutions européennes, l'EKV est désavantagé lorsqu'il s'agit d'attribuer des contrats , Au sein de l'EKV, plusieurs associations accueillent des étudiants comme des étudiantes, dont les Suisses (SchwStV, à l'exception du "Block") et les associations flamandes KVHV et KVSR . À l'opposé de cela, dans l'association de l'EKV, de loin le membre le plus fort, le Cartellverband seuls peuvent être enregistrés les étudiants catholiques masculins. (Libellé de l'article 27 du code des cartels). Même si d'autres associations ont autorisé des femmes à adhérer à des associations membres, l'Association Cartell ne voit pas la nécessité de bousculer son principe traditionnel.